# Pulotondo
Pulotondo is een bestuurslaag in het regentschap Tulungagung van de provincie Oost-Java, Indonesië. Pulotondo telt 3116 inwoners (volkstelling 2010).